# Alonso Gómez-Robledo Verduzco
Alonso Gómez-Robledo Verduzco es un abogado mexicano, investigador de la Universidad Nacional Autónoma de México, y juez del Tribunal Internacional de Derecho del Mar (ITLOS). Fue uno de los primeros cinco Consejeros y cofundadores del Instituto Federal de Acceso a la Información Pública de México (2002-2009).
Abogado por la UNAM y Doctor en altos estudios en Ginebra, Suiza. Ha sido profesor de la UNAM y el ITAM en materia de derecho, secretario particular de Jorge Carpizo como rector de la misma casa de estudios, ha tenido encargos diplomáticos, además de asesor de diferentes secretarías de estado. Fue miembro de la Junta de Gobierno de la UNAM (2005-2014). Actualmente es investigador del Instituto de Investigaciones Jurídicas de la UNAM, y es el primer mexicano en ser nombrado juez del Tribunal Internacional de Derecho del Mar ubicado en Hamburgo, Alemania
Director de Legislación en la Dirección General de Asuntos Jurídicos de la Secretaría de Gobernación, Primer Secretario en la Delegación Permanente de México ante la Unesco en París, Francia, asesor para asuntos especiales del presidente de la Comisión Nacional de los Derechos Humanos, miembro Titular del Comité Jurídico Interamericano de la OEA, miembro suplente de la Subcomisión para Prevención de Discriminaciones y Protección de las Minorías de la ONU, Director de la Revista de la Universidad de México de la UNAM, Miembro de la Comisión de tres juristas de la OEA para el Caso de Nicaragua de 1993-1994, Árbitro en el Grupo Nacional Mexicano de la Corte Permanente de Arbitraje desde 2001, Miembro de la Comisión de tres juristas de la OEA para el caso Haití en 2002, Miembro titular del Comité Jurídico Interamericano de la OEA para el periodo 2003-2006. 

## Publicaciones
- La Soberanía de los Estados sobre sus recursos naturales
- Relaciones México-Estados Unidos. Una visión interdisciplinaria, introductor y coordinador
- Responsabilidad Internacional por daños transfronterizos
- El Nuevo Derecho del Mar
- Guía introductiva a la Convención de Montego Bay
- Temas Selectos de Derecho Internacional
- Jurisprudencia Internacional en materia de delimitación marítima
- United Status vs Alvarez Machain.
- Estudio introductivo y selección de documentos
- Extradición en Derecho Internacional
- Derecho del Mar. Panorama del Derecho Mexicano
- Derechos Humanos en el Sistema Interamericano